# Poecilimon gerlindae
Poecilimon gerlindae är en insektsart som beskrevs av Lehmann, A.W., F.M.H. Willemse och K.-g. Heller 200. Poecilimon gerlindae ingår i släktet Poecilimon och familjen vårtbitare. IUCN kategoriserar arten globalt som nära hotad. Inga underarter finns listade i Catalogue of Life.